# Apollinaris Patera
Apollinaris Patera ist ein Schildvulkan auf dem Mars. Die ovale Basis des erloschenen Vulkans hat einen Durchmesser von ungefähr 180 bis 280 Kilometer. Seine Höhe reicht bis etwa 5 Kilometer über das umgebende Gelände. Seine Caldera hat einen Durchmesser von zirka 80 Kilometern und eine Tiefe von mehreren hundert Metern. Er befindet sich in südlicher Nähe des Äquators, am südöstlichen Rande von Elysium Planitia.